# Frydolin z Säckingen
Frydolin z Säckingen, niem. Fridolin von Säckingen (ur. w Irlandii, zm. 6 marca 538 w Säckingen) – benedyktyn (OSB), opat, misjonarz, święty Kościoła katolickiego, zwany apostołem Górnego Renu, czczony również przez niektórych wyznawców prawosławia.

## Życie
Jego pochodzenie jest niepewne, ale prawdopodobnie pochodził z Irlandii. Udał się na grób św. Hilarego do Poitiers we Francji, lecz miejsce to zastał zniszczone, więc wybudował nowy kościół i grobowiec. Tamtejszy biskup mianował go wtedy opatem miejscowego klasztoru. Według legendy we śnie objawił mu się św. Hilary i polecił mu iść na misje do Germanów, odnaleźć wyspę na Renie i założyć klasztor. Frydolin udał się na misje poprzez Alzację i dolinę Mozeli aż do Badenii. Po drodze zakładał kościoły pod wezwaniem św. Hilarego w ten sposób przyczyniając się do wzmacniania kultu galijskiego biskupa. Następnie przybył na wyspę na Renie, którą darował mu król Franków Chlodwig I w Górnej Badenii, gdzie założył klasztor i kościół świętego Hilarego, później powstało tam miasto Säckingen (Saeckingen).

## Legenda
Urso, który podarował Frydolinowi wielki kawałek ziemi (w dzisiejszym szwajcarskim kantonie Glarus) miał zostać przywołany do życia i wyciągnięty z grobu przez Frydolina ażeby potwierdził swoją darowiznę w sądzie, ponieważ brat Ursa - Landolf chciał zagarnąć ziemię po swym bracie. Przed tym wydarzeniem Frydolin modlił się gorliwie o sprawiedliwe rozwiązanie sprawy na kamieniu przy kościele w Rankweil, nagle święty wtopił się w kamień i usłyszał głos, że ma iść po Ursa a on potwierdzi podarunek w sądzie (kamień, w który wtopił się Frydolin znajduje się do dzisiaj w kościele w Rankweil). Frydolin z Ursem udali się do sądu w Rankweil. Gdy Landolf zobaczył w sądzie swego niedawno grzebanego brata z Frydolinem, ogarnął go taki strach i zawstydzenie, że zrezygnował z procesu i podarował Frydolinowi jeszcze swój kawał ziemi (również w kantonie Glarus). W tych okolicach Frydolin zakładał liczne kościoły pw. św. Hilarego i stąd wzięła się dzisiejsza nazwa kantonu Glarus.

## Kult
Frydolin zmarł w opinii świętości w VI albo VII wieku w Säckingen, gdzie go pochowano. Jego relikwie znajdują się obecnie w kościele pod jego wezwaniem.
Już w 1347 roku obchodzone było święto ku czci misjonarza. Obecnie w tym mieście nazajutrz po święcie Frydolina (6 marca) ma miejsce uroczysta procesja, po mszach pielgrzymkowych ośmiu mężczyzn w średniowiecznych strojach obnosi po mieście barokowy relikwiarz świętego. W dniu wspomnienia św. Frydolina odbywa się również jarmark i festyn ludowy. Św. Frydolin jest również świętym dla niektórych wyznawców prawosławia.
Patronat
Święty Frydolin jest patronem miasta Bad Säckingen w Niemczech, szwajcarskiego kantonu Glarus, optyków, bydła, jest wzywany w chorobach dzieci, bólach rąk i nóg, zagrożeniach od wody i ognia, jest patronem dobrej pogody.
Dzień obchodów
Wspomnienie liturgiczne w Kościele katolickim obchodzone jest w dzienną pamiątkę śmierci.
W prawosławiu kult nie jest powszechny. Niektórzy wyznawcy wspominają świętego 6/19 marca, tj. 19 marca według kalendarza gregoriańskiego.
Ikonografia
W ikonografii święty Frydolin jest przedstawiany jako wędrowny mnich albo też jako opat, ze szkieletem, z torbą czasem też laską lub z dokumentem.
Opinie w sprawie, czy przedstawienia na romańskiej chrzcielnicy z Tryde wiążą się ze świętym Fridolinem, czy ze świętym Stanisławem, są podzielone.